# Publio Cornelio Sila
Publio Cornelio Sila (en latín, Publius Cornelius Sulla; m. 45 a. C.) fue un noble y político romano, sobrino de Lucio Cornelio Sila, consul designatus en 65 a. C. 

## Vida
Elegido cónsul en 66 a. C. (para el año siguiente) junto con Publio Autronio Peto, ambos fueron acusados de corrupción y despojados del cargo. Poco después se le acusó de participar en la Conjuración de Catilina, siendo defendido con éxito por Cicerón y Quinto Hortensio.
Su casa sirvió de cuartel general de Publio Clodio Pulcro en la lucha contra Tito Anio Milón.
En la segunda guerra civil fue partidario de Julio César, y combatió bajo sus órdenes en la batalla de Farsalia al mando del ala derecha.
Murió en 45 a. C., y fue un personaje poco grato a los romanos por haberse enriquecido comprando a bajo precio los bienes incautados a los ciudadanos proscritos por los triunviros.
Era medio hermano por parte materna de Lucio Cecilio Rufo.